# Gyrus occipitalis superior
De gyrus occipitalis superior is een hersenwinding van de occipitale kwab van de grote hersenen.